# Monika Bobbert
Monika Bobbert (* 1963 in Lingen (Ems)) ist eine deutsche Sozialethikerin und Hochschullehrerin.

## Leben
Bobbert studierte Psychologie und katholische Theologie in Tübingen. Diese Studien schloss sie 1990 mit dem Erwerb des Diploms in Theologie und 1993 mit dem Diplom in Psychologie ab. Anschließend war sie bis 1995 Dozentin an der katholischen Akademie Ludwig-Windthorst-Haus in Lingen. Von 1996 bis 2001 hatte Bobbert Stellungen an der Universität Tübingen inne, unterbrochen von einem dreimonatigen Forschungsaufenthalt am Kennedy Institute of Ethics, Washington, D.C., und am Hastings Center, Garrison, NY. In Tübingen promovierte sie 2001 in der katholischen Theologie.
In der Folge arbeitete Bobbert an der Ruprecht-Karls-Universität Heidelberg als wissenschaftliche Mitarbeiterin am Institut für Ethik und Geschichte der Medizin bei Wolfgang U. Eckart, wo sie sich 2008 habilitierte. 2010 wurde sie zur außerplanmäßigen Professorin ernannt. Von 2013 bis 2016 war sie ordentliche Professorin für theologische Ethik an der Universität Luzern und leitete das Institut für Sozialethik der Theologischen Fakultät, lehrte eingeschränkt aber noch immer an der Universität Heidelberg. Seit dem 1. Februar 2016 ist sie Professorin für Moraltheologie und Direktorin des Seminars für Moraltheologie der Katholisch-Theologischen Fakultät der Westfälischen Wilhelms-Universität Münster.
Bobbert ist Mitglied zahlreicher Ethikkommissionen und Fellow des Marsilius-Kollegs Heidelberg.

## Werke (Auswahl)
- Patientenautonomie in der beruflichen Pflege. Begründung und Anwendung eines moralischen Rechts. Campus-Verlag, Tübingen 2002, ISBN 3-593-37128-6 (Dissertation).
- Ärztliches Urteilen bei entscheidungsunfähigen Schwerkranken. Geschichte – Theorie – Ethik. Mentis-Verlag, Münster 2013, ISBN 3-89785-796-0 (Habilitation).
- zus. mit Gregor Scherzinger: Gute Begutachtung? Ethische Perspektiven der Evaluation von Ethikkommissionen zur medizinischen Forschung am Menschen. Wiesbaden 2019, ISBN 978-3-658-24758-4.
- Zwischen Parteilichkeit und Gerechtigkeit: Schnittstellen von Klinikseelsorge und Medizinethik. (= Klinikseelsorge und Medizinethik, Band 3.) Berlin 2015, ISBN 978-3-643-11263-7.
- zus. mit Dietmar Mieth: Das christliche Proprium der Ethik. Zur moralischen Perspektive der Religion. Luzern 2015, ISBN 978-3-905-57792-1.
- Stichwort Moralpsychologie/Moralentwicklung. In: Düwell, Marcus, Hübenthal, Christoph, Werner, Micha H. (Hg.): Handbuch Ethik. Metzler, Stuttgart 2002, ISBN 978-3-476-05192-9, S. 428–432 (1. Auflage), S. 444–448 (3. Auflage).

Hinzu kommen zahlreiche Aufsätze und Fachbeiträge, wie etwa Suizidwunsch und die Perspektive der Anderen: Zur Problematik impliziter Vorannahmen und der Hilflosigkeit Nahestehender, in: EthikJournal 4 (2017) 2, 1-51. Volltext; Religious Education towards Justice: What Kind of Justice Is to Be Taught in a Christian Context?, in: Education Sciences 7 (2017), 16 p. Volltext; Genetische Tests an Erwachsenen als neue Herausforderung für den Krankheitsbegriff, in: Ethik & Unterricht – Jahrespublikation Humane Genetik (2002), 36-45.